# Học viện bóng đá Aspire
Học viện bóng đá Aspire (tiếng Ả Rập: أكاديمية أسباير, đã Latinh hoá: Akādīmiyat 'Asbāyr) là một học viện thể thao có trụ sở tại khu vực Aspire ở Qatar, được thành lập vào năm 2004 với mục tiêu tìm kiếm và giúp phát triển các vận động viên Qatar, đồng thời cung cấp cho họ giáo dục trung học.

## Lịch sử

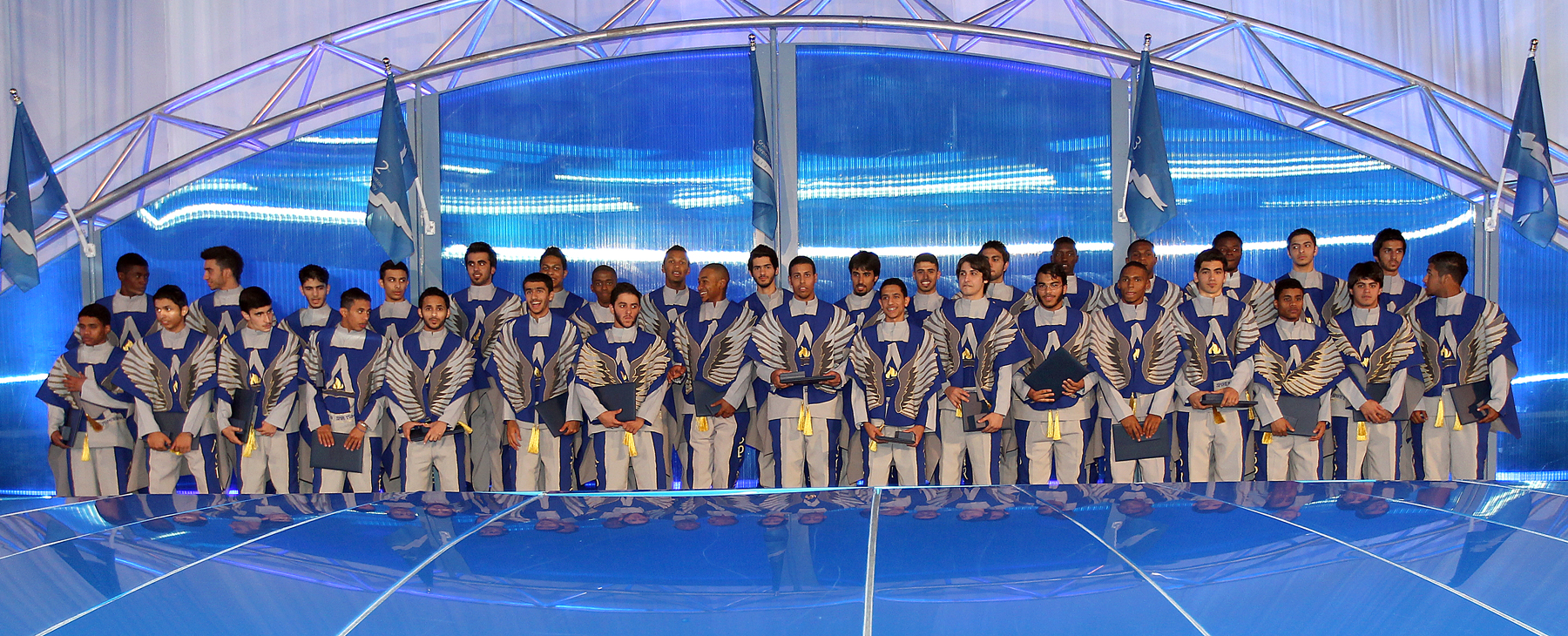
Học viên Aspire tốt nghiệp năm 2012

Học viện bóng đá Aspire được thành lập bằng Nghị định Emiri số 16 năm 2004, là một cơ quan được chính phủ tài trợ độc lập và trực tiếp báo cáo đến Emir Sheikh Hamad Bin Khalifa Al-Thani thông qua Hoàng tử Thừa tướng Sheikh Tamim Bin Hamad Al-Thani.
Sau đó, sắc lệnh Emiri - Số 1 năm 2008 - đã sáp nhập Học viện bóng đá Aspire vào Aspire Zone Foundation làm một đơn vị kinh doanh chiến lược (SBU). Mặc dù chuyển từ một cơ quan chính phủ độc lập sang một đơn vị kinh doanh chiến lược , mục đích và mục tiêu ban đầu của Học viện bóng đá Aspire vẫn giữ nguyên.
Vào ngày 17 tháng 11 năm 2005, Emir Sheikh Hamad Bin Khalifa Al-Thani đã dẫn đầu một buổi lễ khai trương Aspire Dome, chính thức tuyên bố Aspire Academy là một học viện đào tạo quốc tế. Qua các năm, nó đã nhận được sự công nhận quốc tế.
Aspire sở hữu đội bóng Tây Ban Nha Cultural Leonesa và đội bóng Bỉ K.A.S. Eupen. Vào tháng 8 năm 2017, đội bóng Tây Ban Nha Atlético Astorga FC thông báo liên kết với Aspire Academy. Thỏa thuận hợp tác này đã khiến một số cầu thủ đang đào tạo tại Aspire tham gia câu lạc bộ này. Đến ngày 3 tháng 1 năm 2018, Aspire cũng có một liên kết chính thức với Leeds United ở Anh. Họ cũng có một học viện tại Senegal.

## Thành tích

### Bóng đá
Năm 2014, đội tuyển bóng đá U-19 quốc gia Qatar, chỉ bao gồm các sinh viên của Aspire Academy, đã giành chiến thắng trong giải U-19 châu Á lần thứ 38 tại Myanmar, lần đầu tiên trong lịch sử Qatar. Với các cầu thủ Aspire, đội tuyển quốc gia Qatar đã giành được chức vô địch AFC Asian Cup đầu tiên trong lịch sử vào năm 2019.